# Paranoia e potere
Paranoia e potere è il terzo album ufficiale del gruppo musicale italiano Punkreas, pubblicato nel marzo 1995 da T.V.O.R. on vinyl.
La registrazione del disco è durata un mese, e ha venduto circa 50 000 copie, rendendo così tracce come Aca toro, La canzone del bosco e Tutti in pista dei classici del gruppo.

## Tracce
1. Falsi preoccupati – 2:36
2. I chiromanti – 2:35
3. Sfratto – 2:44
4. L'orologio – 2:40
5. Venduto (3x2) – 2:59
6. Tutti in pista – 3:39
7. Acà toro – 3:20
8. Cadena perpetua – 2:59
9. La canzone del bosco – 3:13
10. Aidid – 2:43
11. Anacronistico – 3:16
12. Marte – 2:31
13. La grande danza – 3:22

## Formazione
- Cippa - voce
- Noyse - chitarra
- Flaco - chitarra
- Paletta - basso e cori
- Mastino - batteria